# Splitska Vrata
Splitska Vrata är ett sund i Kroatien. Det ligger i den södra delen av landet, 280 km söder om huvudstaden Zagreb.